# Double boutonnage

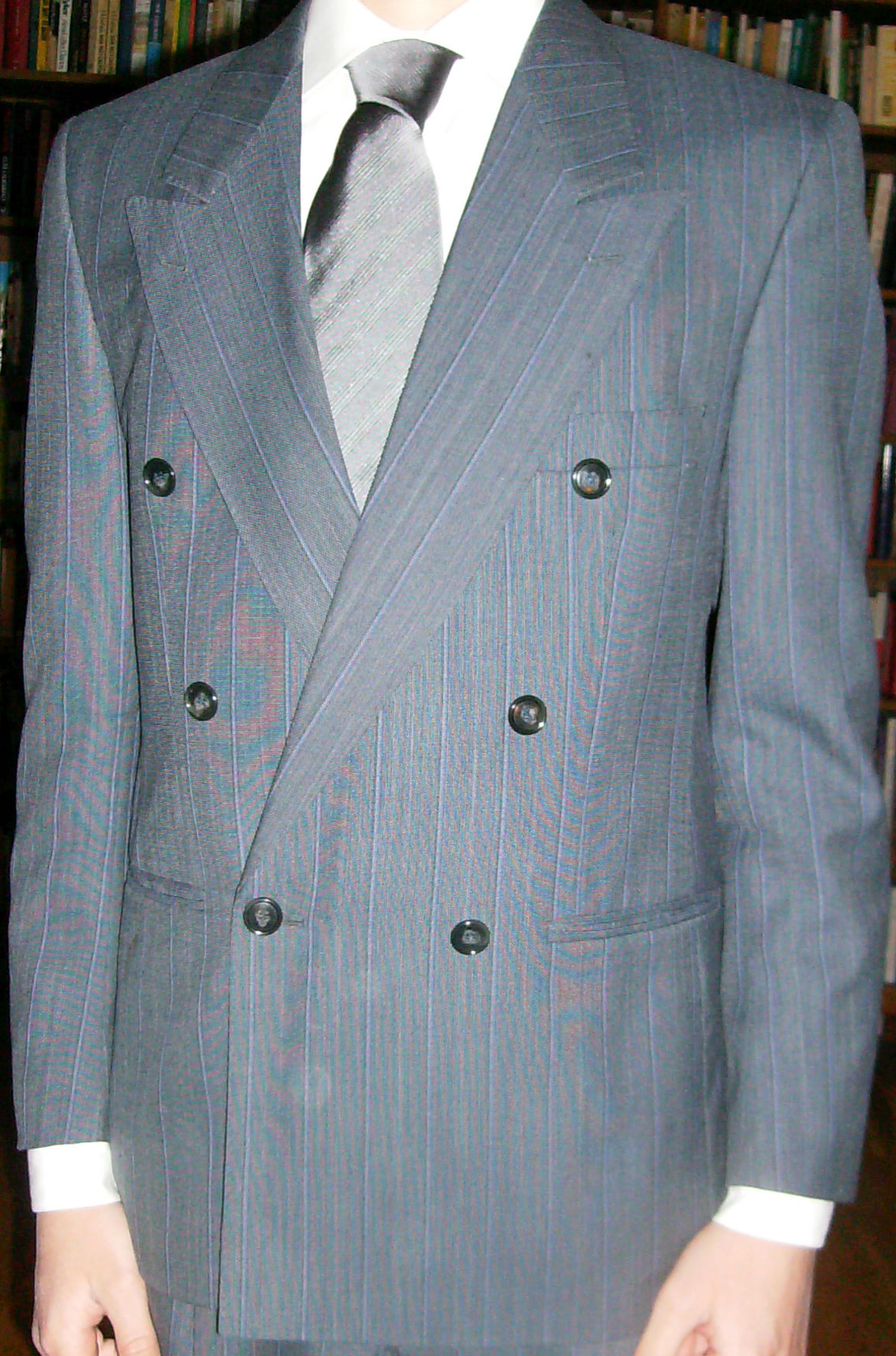
Une veste de costume à double boutonnage

Dans l'habillement, un double boutonnage, ou boutonnage croisé, est un type de boutonnage que l'on trouve généralement sur les vestes de costumes et sur les manteaux, constitué de deux rangées de boutons verticales et parallèles. On parle alors[pas clair] généralement de costume ou de manteau croisé. Ce type de boutonnage est un élément caractéristique des imperméables de type trench-coat et des cabans.